# Pero Galić
Pero Galić (Županja, 9. veljače 1970.), hrvatski je kantautor, glavni vokal županjskoga rock and roll sastava Opća opasnost. 

## Život
Rođen je 9. veljače 1970. u Županji. Godine 1992. godine sa Slavenom "Žižom" Živanovićem osniva Opću opasnost. U vremenu kad se sastav privremeno povukao sa scene, bio je glavni vokal hard rock sastava Divlje jagode i sudjelovao u snimanju albuma Od neba do neba.

## Vanjske poveznice
- Diskografija (engl.) na Discogsu
- Pero Galić na Spotifyu